# 32300 Uwamanzunna
32300 Uwamanzunna è un asteroide della fascia principale. Scoperto nel 2000, presenta un'orbita caratterizzata da un semiasse maggiore pari a 3,0604193 UA e da un'eccentricità di 0,0832785, inclinata di 3,71708° rispetto all'eclittica.